# Медаль «За службу у В'єтнамі» (США)
Меда́ль «За слу́жбу у В'єтна́мі» (США) (англ. Vietnam Service Medal) — військова нагорода США, заснована Президентом США Ліндоном Джонсоном у 1965 році, для заохочення військовослужбовців усіх видів Збройних сил США, які брали участь у подіях у В'єтнамі та відповідають критеріям вимог директиви Міністерства оборони США (англ. DoD 1348 C6.6.1.1.5. revised September 1996).
Медаль вручалася всім військовослужбовцям Збройних сил США, що перебували протягом щонайменш 30 діб поспіль (або 60 днів з перервами) у складі підрозділів (на борту кораблів), що брали участь або підтримували бойові дії на території Південного В'єтнаму, Таїланду, Камбоджі, Лаосу у період з 15 листопада 1961 по 28 березня 1973 року, а також 29—30 квітня 1975 року (операція «Рвучкий вітер»). На додаток до медалі додається по одній бронзовій зірці за кожну кампанію Збройних сил США в Південно-Східній Азії, у якій брав участь даний військовослужбовець; п'ять бронзових зірок замінюються однією срібною.
За своїм бажанням військовослужбовець, нагороджений Експедиційною медаллю Збройних сил за службу у В'єтнамі в період між липнем 1958 і липнем 1965 року, може обміняти її на медаль «За службу у В'єтнамі».